# Sargis Galstyan
Sargis Galstyan (arménien : Սարգիս Գալստյան), né le 20 janvier 1979 à Erevan, est un acteur et metteur en scène de théâtre et de télévision italien d'origine arménienne.

## Biographie
Né à Erevan en 1979, il étudie à l'école de danse de la Maison des officiers et, en 1994, commence à fréquenter le lycée chorégraphique d'État d'Erevan. En 2001, il est diplômé de l'université pédagogique d’État d’Arménie comme directeur-chorégraphe.
De 1996 à 2004, il est le danseur principal de l'ensemble de danse d'État Barekamutyun d'Arménie. En 2000, il fonde l'école tip-tap SNG Step Studio.
En 2004, il démenage en Italie. En 2012, il fonde, avec son épouse Marine, l'Association culturelle italo-arménienne Incontroverso. Il parle anglais, arménien, italien et français.

### Prix et récompenses
- 2002 : Grand Prix au Festival International Голос Друзей (Voix des amis), Sotchi.

## Télévision
- 2016 : In the Same Garden
- 2017 : Il resto con i miei occhi, dir. Massimiliano Amato
- 2018 : Rocco Schiavone
- 2022 : Fosca Innocenti

## Théâtre

### Mise en scène
- 2015 : Il grande male[2], Teatro India (it)
- Blablateca di Tango
- 2019-2023 : Pole dance, Teatro Cometa Off[3],[4]
- 2023 : La casa delle api, Teatro Cometa Off
- 2024 : Quattro cavalieri dell'Apocalisse